# Periș (okręg Ilfov)
Periș – wieś w Rumunii, w okręgu Ilfov, w gminie Periș. W 2011 roku liczyła 5682 mieszkańców.